# Jiangling Motors Corporation Group
Jiangling Motors Corporation Group (abbreviato in JMCG o semplicemente in  Jiangling Group) è un gruppo automobilistico cinese fondato nel 1947 con sede a Nanchang (Jiangxi). Nata come officina riparatrice di mezzi militari, in seguito a numerose fusioni con piccole aziende locali, ha iniziato la produzione autocarri nel 1968 in seguito ad un accordo con la Nanjing Automobile.
Oggi Jiangling Group produce e commercializza autovetture e veicoli commerciali attraverso le joint venture realizzate nel corso degli anni con vari partner come Isuzu, Ford, Renault e Changan.

## Storia
L'8 aprile 1947 venne fondata la Nanchang Automotive Maintenance Plant, una fabbrica con sede a Nanchang destinata alla riparazione di veicoli militari. Nell'aprile 1949, l’azienda cambió nome in “Nanchang Automobile Repair Factory”. 
Nel maggio 1958, vennero presentati i primi veicoli progettati in proprio, un piccolo tre ruote e un camion denominato Yingxiong dalla portata di 2,5 tonnellate, entrambi rimasero allo stato prototipale. 
Successivamente inizió a produrre su commessa della Nanjing Automobile componenti per gli autocarri Yuejin e nel 1968 l’azienda venne ribattezzata Jiangxi Automotive Manufacturing Plant avviando la produzione in serie di veicoli commerciali con il marchio Jinggangshan che utilizzavano la tecnologia sovietica del GAZ-51 degli anni 40 e che lo stesso veniva prodotto dalla stessa Nanjing (denominato Yuejin NJ130) da oltre 10 anni. 
Le scarse vendite dell’autocarro portarono l’azienda quasi alla bancarotta, e nel 1982 venne nominato Sun Min dal governo provinciale come vicepresidente nel tentativo di salvare l’attività. 
La Jiangxi Auto chiuse l’anno 1984 con oltre 1000 autocarri venduti e per la prima volta in utile. 
Nel 1986 viene stretto un importante accordo con Isuzu per l’assemblaggio su licenza dell’autocarro Isuzu Elf terza serie (noto come Isuzu Serie N al di fuori del Giappone), la Jiangxi Auto acquistó attrezzature e macchinari in modo da poter gradualmente assemblare e produrre completamente in Cina il camioncino Isuzu e nel 1989 le uniche parti importate dal Giappone erano i motori e i cambi. Il veicolo era venduto a marchio Isuzu e divenne rapidamente un grande successo in Cina, inoltre Jiangxi inizió a vendere anche la cabina Isuzu a costruttori terzi diventando rapidamente il modello favorito tra i vari allestirori e produttori cinesi. 
Tra il 1989 e il 1991, in seguito ad una liberalizzazione del marcato, il iconsiglio comunale di Nanchang, l'ultimo controllore di Jiangxi Auto, ha fuso l’azienda con altre 35 fabbriche e officine più piccole locali dando vita alla Jiangxi Automobile Industry Group.
Il 28 luglio 1991 nasce ufficialmente la Jiangling Motors Group Corporation con Sun Min nominato presidente.
Nell'aprile 1993 venne fondata la Jiangling Isuzu Motors, una joint venture tra Jiangling Group (75%), Isuzu Motors (12,5%) e Itochu Corporation (12,5%, una società giapponese che produceva componenti per auto in Giappone). Jiangling Isuzu successivamente avvierà l’assemblaggio dei pickup della serie Isuzu TF.
Nell’autunno del 1993, la struttura aziendale venne riorganizzata e semplificata, le attività produttive di autocarri confluirono nella nuova sussidiaria denominata Jiangling Motors Corporation (JMC) che successivamente venne scorporata e circa il 20% delle azioni quotato alla Borsa di Shenzhen. I primi modelli di autocarri a marchio JMC erano degli omologhi dei modelli Isuzu N e TF differenti per il marchio e per la qualità costruttiva più bassa al fine di contenere i costi. 
All’accordo di joint venture con Isuzu si aggiunse una partnership con Ford Motor Company, con l’intento di espandere la produzione del gruppo Jiangling nel settore delle autovetture. 
Nel 1996 Ford acquisí una partecipazione del 20% in JMC e l’anno successivo partì l’assemblaggio su licenza del Ford Transit, basato sul design del modello europeo 1994.
Nel dicembre 2004 Jiangling Group e Chang'an hanno investito 50 milioni di yuan ciascuno per la creazione della joint venture Jiangling Holdings Co., Ltd. (Lufeng Automobile, in inglese Landwind). Tale joint venture produrrà veicoli col marchio Landwind utilizzando tecnologie di origine Isuzu.
Nel 2007 viene stretto un accordo con Getrag e nasce la joint venture Getrag Jiangxi Transmission Co. Ltd., per la produzione di trasmissioni e componentistica per automobili e autocarri. 
Nel 2008 il gruppo Jiangling salva dal fallimento la Fuzhou Auto Works, piccola azienda produttrice di autocarri leggeri, nel tentativo di rilanciare la produzione. La Fuzhou venne ribattezzata JMCG Light Vehicle Co., Ltd. (JMCGL) e restó sotto il controllo del gruppo fino al gennaio 2018 quando venne venduta alla Jintan Auto Group.
Nel novembre 2011 JMCG acquista la Jiangxi Firefighting Vehicle Manufacturing Factory (nota anche come Nanchang Automobile Factory), azienda produttrice di autobus, veicoli speciali e antincendio; di conseguenza venne ribattezzata Jingma Motor Co., Ltd (JMCG) e i propri veicoli vennero ribattezzati col marchio JMMC.
Nel gennaio 2015 viene fondata la sussidiaria JMEV (Jiangling Motors Electric Vehicle) destinata a progettate e produrre autovetture elettriche, la prima vettura ad entrare in produzione è la citycar JMEV E100 nel nuovo stabilimento di Nanchang. Successivamente saranno introdotti altri modelli di autovetture elettriche.
Nel fine 2018 viene stretta una partnership con Renault che prevede la produzione di vetture elettriche per il mercato cinese, e nel luglio 2019 JMEV diviene una joint venture partecipata al 50% da Renault, al 37% da JMCG e al 13% dalla China Agricultural Development Construction Fund Corporation. JMEV introdurrà modelli di auto che saranno venduti anche dalla Renault col marchio Mobilize.

## Joint venture

### Jiangling Motor Holding e Jiangling Investment
Jiangling Motor Holding Co. Ltd. o JMH era una joint venture fondata nell'ottobre 2004 e controllata equamente dalle imprese statali Changan e JMCG. 
La Jiangling Motor Holding è il maggiore azionista di JMC (Jiangling Motor Company), con una quota del 41,03% a marzo 2018, il 32% è in mano a Ford e il 20% quotato alla borsa di Shenzhen. 
JMH inoltre controllava anche il marchio Landwind.
Nell'aprile 2019, è stato annunciato che JMCG e Changan intendevano scindere JMH in due società separate: una nuova JMH e l'altra provvisoriamente chiamata Jiangling Investment
- Jiangling Investment controllata in parti uguali da Changan e JMCG, allo stesso tempo è il maggior azionista (con quota del 41,03%) in JMC

- La nuova JMH possedeva il resto delle attività dell'ex JMH (incluso le attività di Landwind) ed è controllata da JMCG e Changan con una quota del 25% ciascuna.

Nel giugno 2019 è stato annunciato che l'investitore per la nuova JMH era la casa automobilistica Aiways. Aiways ha acquisito il 50% della nuova JMH con l'obiettivo di ottenere i permessi e la licenza per la produzione di veicoli.

### Jiangxi Isuzu
Jiangxi Isuzu Motors Co., Ltd. (JIM) è una joint venture con sede a Nanchang tra la giapponese Isuzu e JMCG fondata nel 1983. Gli autocarro Isuzu serie N sono stati prodotti dal 1985 in poi dall’allora Jiangxi Automotive Manufacturing Plant. Nel 1993 venne creata la joint venture Jiangling Isuzu per continuare a produrre gli autocarri con il marchio Isuzu per 20 anni. JMCG possedeva una quota del 75% e il resto era equamente distribuito tra Isuzu e Itochu. JMCG e Isuzu hanno ristrutturato il loro accordo nel 2012 e la Jiangxi Isuzu, di proprietà paritetica (50/50), ha assunto la responsabilità della produzione di Isuzu nell'aprile 2013.

### JMEV
JMEV è una joint venture tra JMCG e il gruppo Renault. È stata fondata nel 2015 come filiale di veicoli elettrici di JMCG. È diventata una joint venture nel luglio 2019 dopo che Renault ha acquisito una quota di maggioranza del 50% attraverso un aumento di capitale. Attualmente produce veicoli sia col marchio JMEV che Mobilize.